# Palazzo Oropa
Palazzo Oropa è un palazzo di Biella in Piazza Monsignor Carlo Rossi. Vi ha sede il comune.

## Storia
Palazzo Oropa fu appaltato dall’amministrazione del Santuario di Oropa a metà del 1800.
Nel 1874 fu terminato e gli uffici comunali si trasferirono nel palazzo.
Solo nel 1922 venne comprato dal Comune.
All’interno si trova la Sala Consigliare del Comune, molti uffici comunali e gli uffici degli amministratori locali.